# Запомним этот день
«Запомним этот день» — советский чёрно-белый фильм 1967 года режиссёра Владимира Корш-Саблина, снятый на киностудии «Беларусьфильм».

## Сюжет
Командование русским фронтом пытается разоружить большевистский полк, но полк отказывается сдать оружие. Командир полка Камлюк узнаёт о сговоре русских и немецких офицеров и подписывает договор о перемирии на своём участке фронта.

## Роли исполняют
- Юрий Пузырёв — Камлюк
- Александр Потапов — Сашка Шумигай
- Светлана Макарова — Наташа
- Фаина Никитина — Люба
- Владимир Белоруков — Равинский
- Николай Ерёменко — Ясень
- Лев Золотухин — Жилин
- Владимир Емельянов — председатель Минского Совета
- Владимир Балашов — Печенка
- Улдис Лиелдидж — Курт
- Глеб Глебов — крестьянин
- Владимир Дедюшка — крестьянин
- Галина Макарова — крестьянка
- Анна Обухович — помещица
- Иван Савкин — полковой комитет
- Владимир Маренков — полковой комитет
- Павел Кашлаков — полковой комитет
- Здислав Стомма — пан эконом

## Съёмочная группа
- Авторы сценария: Аркадий Кулешов, Максим Лужанин
- Режиссёр-постановщик: Владимир Корш-Саблин
- Оператор: Юлий Фогельман
- Художник: Юрий Альбицкий
- Композитор: Евгений Глебов
- Звукооператор: Вадим Дёмкин

## Премьера
Премьера фильма состоялась 26 февраля 1968 года. За первый год кинопроката картину посмотрели 9,2 млн зрителей.